# HK Partizan Beograd
HK Partizan Beograd je srbski hokejski klub iz Beograda, del Športnega društva Partizan. Domače tekme igra v beograjski dvorani Ledena dvorana Pionir. Klub je bil ustanovljen leta 1948, v jugoslovanski ligi je osvojil sedem naslovov državnih prvakov, v srbski ligi pa prav tako sedem naslovov. 
Že prvo prvenstvo po ustanovitvi, v sezoni 1947/48, je Partizan osvojil svoj prvi naslov državnega prvaka. Na turnirju, ki je med 26. in 29. februarjem 1948 potekal v Ljubljani, so premagali S.D. Zagreb z 8:0, HK Tekstilac Varaždin z 10:3 in HK Enotnost Ljubljana s 15:0. Po nekaj letih je Partizan ponovno osvojil naslov jugoslovanskega prvaka v sezoni 1950/51, ter nato še v sezonah 1951/52, 1952/53, 1953/54 in 1954/55. V petih zaporednih sezonah je Partizan dosegel triindvajset zaporednih prvenstvenih zmag z gol razliko 166:23. V tem obdobju je Partizan predstavljal praktično celotno jugoslovansko reprezentanco. V času prevlade so v klubi igrali štirje hrvaški hokejisti, Josip Brelić, Alfred David, Boris Reno in Mićo Dušanović, trije srbski, Zlatko Kovačević, Milan Jovanović in Nikola Stanimirović, ter po eden makedonski, Blažo Piperski, slovenski, Luce Žitnik, črnogorski, Blažo Mijušković in vojvodinski, Gantar Ladocki. Po več kot tridesetletnem obdobju slabših rezultatov, se je klub vrnil v vrh jugoslovanskega hokeja ponovno v sezonah 1985/86 z naslovom prvaka in 1986/87 z naslovom podprvaka. V teh dveh sezonah je Partizan izgubil le na štirinajstih prvenstvenih tekmah od triinsedemdesetih. Glavno vlogo so imeli slovenski trener Pavle Kavčič ter hokejisti Dominik Lomovšek, Ignac Kavec, Blaž Lomovšek, Dušan Lepša, Tomaž Lepša, Andrej Vidmar in Matjaž Ogrin. Ob njih pa še češkoslovaški branilci Vladimir Bednaž, Vladimir Kostka in Otokar Železni ter napadalca Frensis Matičuk in Karel Nekola. Po razpadu Jugoslavija je Partizan šestkrat postal srbski prvak, v sezonah 1993/94, 1994/95, 2005/06, 2006/07, 2007/08, 2008/09, 2009/10, 2010/11, 2011/12, 2012/13, 2013/14, 2014/15 in 2015/16. Od prve sezone 2009/10 je klub sodeloval v Slohokej ligi, ki jo je v sezonah 2010/11 in 2011/12 osvojil.

## Klubski rekordi
- Največ prvenstvenih sezon: 27 Rašid Šemsedinović (1958-1984 in 1989/90)
- Največ prvenstvenih tekem: 342 Rašid Šemsedinović (1958-1984 in 1989/90)
- Največ prvenstvenih golov: 144 Lazar Dunda (na 312-ih tekmah)
- Največ točk v sezoni: 70 Blaž Lomovšek (1987/88, 42+28)
- Največ golov v sezoni: 42 Blaž Lomovšek (1987/88, na 37-ih tekmah)
- Največji odstotek golov v sezoni na tekmo: 3,40 Aleksandar Kosić (1993/94, na 10-ih tekmah)
- Največ golov, podaj in točk na eni tekmi: 13 (6+7) Dejan Tatić (19. novembra 1996 proti HK Spartak)
- Najdaljša serija tekem z doseženim golom: 22 Dejan Tatić (1994-1998, 33 golov)
- Največ tekem brez gola: 24 Rašid Šemsedinović (1958-1992)
- Največ tekem brez gola v sezoni: 6 Domine Lomovšek (1986/87)

## Znani hokejisti
Glej tudi Kategorija:Hokejisti HK Partizan Beograd.
| - Aleksandar Anđelić - Vladimír Bednář - Mirko Holbus - Ignac Kavec - Dušan Lepša - Tomaž Lepša - Blaž Lomovšek | - Domine Lomovšek - Boris Renaud - Mitja Sotlar - Rašid Šemsedinović - Anže Terlikar - Andrej Vidmar - Luce Žitnik |